# Moa Romanova
Moa Romanova Strinnholm, tidigare Moa Johanna Strinnholm, född 9 april 1992 i Bollstabruk, Kramfors kommun, är en svensk serieskapare, konstnär och illustratör. Hon gjorde debut med den självbiografiska serieromanen Alltid fucka upp som getts ut på flera språk. År 2020 mottog hon Svenska Tecknares utmärkelse Kolla! i kategorin Berättande för debutromanen och 2021 tilldelades hon Eisnerpriset för den amerikanska utgåvan av boken.

## Liv
Moa Romanova växte upp i Bollstabruk utanför Kramfors och satsade på handboll som ung men i mitten av tonåren tog intresset för teckning över. Hon flyttade till Stockholm för att gå Designgymnasiet i Nacka men bytte redan efter en termin till det estetiska programmet på Härnösands gymnasium. Under hösten 2011 hade hon sin första utställning, en separatutställning på Konsthallen i Härnösand.

### Konstskola, oljemålningar och blogg
På hösten 2012 började hon på Göteborgs konstskola där hon studerade klassisk måleri men hoppade av efter två terminer. Hon bodde kvar i Göteborg där hon målade oljemålningar, frilansade som illustratör och bloggade om konst, mode och feminism under namnet Monkinodraw. Artistnamnet Moa Romanova kom till samma år som hon flyttade till Göteborg då hon ändrade ett av sina förnamn till Romanova. Hon är alltså inte släkt med den ryska tsarsläkten Romanov.

### Serieskola ochAlltid fucka upp
År 2016 kom hon in på Serieskolan i Malmö och debuterade två år senare med den självbiografiska serieromanen Alltid fucka upp. Boken skildrar en krisperiod i Romanovas liv. Den handlar om panikångest, vänskap och konstnärsdrömmar samt om relationen med en känd medieman som erbjuder sig att bli hennes mecenat. Serieromanen gavs ut av Kartago förlag med Nina Hemmingsson som förläggare. 
Den blev väl mottagen och uppskattad för ”skarp precision, underbara karaktärsteckningar” samt ”ett välutvecklat, intrikat bildspråk, som ledigt växlar från grafisk pastell-minimalism till grälla 80-talsfärger”. Boken har getts ut på flera språk under olika namn, bland annat som Paniikkiprinsessa i Finland, Fucker hele tiden op i Danmark, Identikid i Tyskland och som Goblin Girl av det amerikanska serieförlaget Fantagraphics.
År 2020 mottog hon Svenska Tecknares utmärkelse Kolla! i kategorin Berättande för debutromanen. 2021 tilldelades hon även Eisnerpriset i kategorin Bästa amerikanska utgåvan av internationellt material. Hon nominerades också till litteraturpriset John Leonard Prize 2020 som delas ut av The National Book Critics Circle för bästa debutroman utgiven i USA.

### FanzinetOn tour
Romanovas vänner artisten Sarah Klang och musikern Åsa Söderquist, från bandet Shitkid, förekommer ofta som karaktärer i hennes serier. Hon har även gjort musikvideor och skivomslag till dem. 2020 släpptes fanzinet On tour som handlar om när hon följde med på Shitkids turné genom Europa. Tillsammans med fanzinet lanserades också en kollektion prints och merch i samarbete med modebutiken Aplace.

### SerieromanenPå glid
Våren 2022 släpptes hennes andra serieroman På glid som handlar om vänskap, missbruk och trygghetslängtan.  Precis som On tour utspelar sig romanen under en turné med punkduon Shitkid, denna gång i USA. Tillvaron på turnén blir snabbt destruktiv med sprit, sex och droger.
Romanen mottogs väl, särskilt när det gäller estetiken. “Det är omväxlande mangalikt, åttiotalsdoftande och psykedeliskt, både groteskt och mycket estetiskt tilltalande.” skrev exempelvis recensenten i Dagens Nyheter.
Romanova hade ursprungligen tänkt följa upp debutromanen med en äventyrsroman som skulle ha utspelat sig längs Höga kusten. Hon beskrev den själv som ”Kitty på Ketamin”.
Romanova bor i Stockholm med pojkvännen Sebastian Murphy, sångare i bandet Viagra Boys.

## Verk
Seriealbum
- 2018 – Alltid fucka upp. Kartago. Libris länk ISBN 9789175153032
- 2020 – On tour. Peow. ISBN 9789187325496
- 2022 – På glid. Kaunitz-Olsson. Libris länk ISBN 9789189015692